# Borów (gmina Łęczyca)
Borów – wieś w Polsce, położona w województwie łódzkim, w powiecie łęczyckim, w gminie Łęczyca.
W latach 1975–1998 miejscowość należała administracyjnie do województwa płockiego.